# Ivana Bulajić
Ivana Bulajić (serbisch-kyrillisch Ивана Булајић, * 18. Juli 1991 in Pančevo) ist eine serbische Volleyballspielerin.

## Karriere
Bulajić spielte von 2009 bis 2011 in ihrer Heimat bei Dinamo Pančevo. Anschließend ging sie in die Vereinigten Staaten, wo sie beim texanischen Tyler Junior College und bei den Florida Atlantic Owls spielte. 2015/16 war Bulajić beim finnischen Erstligisten LP Kangasala und 2016/17 in der italienischen Serie A2 bei Omia Cisterna aktiv. 2017 wechselte die auch im Mittelblock einsetzbare Diagonalspielerin zum deutschen Bundesligisten USC Münster. Wegen einer Thrombose in einem Blutgefäß im Bauchraum musste Bulajić operiert werden und kam beim USC in der kompletten Spielzeit nicht zum Einsatz. Nach der Saison verließ sie den USC, um in Serbien ihre Reha fortzusetzen. 2018/19 spielt Bulajić beim griechischen Verein Makedones Axios.